# Capparis assamica
Capparis assamica är en kaprisväxtart som beskrevs av Joseph Dalton Hooker och Thoms. Capparis assamica ingår i släktet Capparis och familjen kaprisväxter. Inga underarter finns listade i Catalogue of Life.